# Lijst van voetbalinterlands Honduras - Nieuw-Zeeland
Deze lijst van voetbalinterlands is een overzicht van alle officiële voetbalwedstrijden tussen de nationale teams van Honduras en Nieuw-Zeeland. De landen speelden tot op heden twee keer tegen elkaar. De eerste ontmoeting, een vriendschappelijke wedstrijd, werd gespeeld in Auckland op 9 oktober 2010. Het laatste duel, eveneens een vriendschappelijke wedstrijd, vond plaats op 26 mei 2012 in Dallas (Verenigde Staten).

## Wedstrijden
| № | Plaats   | Datum          | Competitie        | Wedstrijd                | Uitslag |
| - | -------- | -------------- | ----------------- | ------------------------ | ------- |
| 1 | Auckland | 9 oktober 2010 | Vriendschappelijk | Nieuw-Zeeland – Honduras | 1 – 1   |
| 2 | Dallas   | 26 mei 2012    | Vriendschappelijk | Honduras – Nieuw-Zeeland | 0 – 1   |

## Samenvatting
| Competitie        | Totaal gespeeld | Winst Honduras | Gelijk | Winst Nieuw-Zeeland | Doelsaldo Honduras – Nieuw-Zeeland |
| ----------------- | --------------- | -------------- | ------ | ------------------- | ---------------------------------- |
| Vriendschappelijk | 2               | 0              | 1      | 1                   | 1 − 2                              |
| Totaal            | 2               | 0              | 1      | 1                   | 1 − 2                              |

## Details

### Eerste ontmoeting
| Vriendschappelijk (Auckland, Nieuw-Zeeland, 9 oktober 2010):                                                                                              |              | |
| Nieuw-Zeeland | 1 – 1        | Honduras |
| Chris Wood 45' | goals        | 64' Emil Martínez |
| Ricki Herbert | bondscoach   | Juan Castillo |
| Mark Paston Winston Reid Ryan Nelsen 82' Ivan Vicelich Simon Elliott Tim Brown 75' Jeremy Brockie 75' Leo Bertos 88' Chris Wood Shane Smeltz Chris Killen | opstellingen | Noel Valladares Sergio Mendoza Mauricio Sabillón Erick Norales Iván Guerrero 85' Emil Martínez Jorge Claros Mario Martínez 46' Edder Delgado 83' Walter Martínez Georgie Welcome |
| Jeremy Christie 75' Michael McGlinchey 75' Ben Sigmund 82' Aaron Clapham 88'                                                                              | wissels      | 46' Óscar García 83' Jerry Bengtson 85' Johnny Palacios |
| Winston Reid 27' Chris Wood 45' Jeremy Brockie 56' Aaron Clapham 82'                                                                                      | gele kaarten | 47' Sergio Mendoza 90' Mauricio Sabillón 90' Mario Martínez 90' Jerry Bengtson                                                                                                   |

### Tweede ontmoeting
| Vriendschappelijk (Dallas, Verenigde Staten, 26 mei 2012): |              | |
| Honduras | 0 – 1        | Nieuw-Zeeland |
| | goals        | 45' Shane Smeltz |
| Luis Fernando Suárez | bondscoach   | Ricki Herbert |
| Noel Valladares Mauricio Sabillón 86' Romel Murillo Johnny Leverón Emilio Izaguirre Oscar García Juan García 60' Alfredo Mejía 60' Edder Delgado David Suazo 49' Carlos Costly 76' | opstellingen | Mark Paston Tommy Smith 46' Ben Sigmund 19' Ian Hogg Ivan Vicelich 64' Marco Rojas Michael McGlinchey Aaron Clapham 46' Shane Smeltz Jeremy Brockie 89' Kosta Barbarouses |
| Allan Lalín 49' Mario Berríos 60' Carlos Mejía 60' Wilmer Crisanto 76' Carlos Discua 86'                                                                                           | wissels      | 19' 75' Leo Bertos 46' Michael Boxall 46' Chris Wood 64' Cameron Howieson 75' Tim Payne 89' Adam McGeorge                                                                 |

Hondurese voetbalbond · A-internationals · Selecties · Bondscoaches · Hondurees vrouwenelftal · Olympisch elftal · Honduras U21 · Honduras U19 · Honduras U17
1920 – 1959 ·
1960 – 1969 ·
1970 – 1979 ·
1980 – 1989 ·
1990 – 1999 ·
2000 – 2009 ·
2010 – 2019 ·
2020 − 2029
CGC 2021
CA 2001
WK 1982 · 
WK 2010 · 
WK 2014
OS 2000 · 
OS 2008 · 
OS 2012 ·
OS 2016 ·
OS 2020
1921 · 
1922–1929 · 
1930 · 
1931–1934 · 
1935 · 
1936–1945 · 
1946 · 
1947–1949 · 
1950 · 
1951–1952 · 
1953 · 
1954 · 
1955 · 
1956 · 
1957 · 
1958–1959 · 
1960 · 
1961 · 
1962 · 
1963 · 
1964 · 
1965 · 
1966 · 
1967 · 
1968 · 
1969 · 
1970 · 
1971 · 
1972 · 
1973 · 
1974 · 
1975 · 
1976 · 
1977 · 
1978 · 
1979 · 
1980 · 
1981 · 
1982 · 
1983 · 
1984 · 
1985 · 
1986 · 
1987 · 
1988 · 
1989–1990 · 
1991 · 
1992 · 
1993 · 
1994 · 
1995 · 
1996 · 
1997 · 
1998 · 
1999 · 
2000 · 
2001 · 
2002 · 
2003 · 
2004 · 
2005 · 
2006 · 
2007 · 
2008 · 
2009 · 
2010 · 
2011 · 
2012 · 
2013 · 
2014 · 
2015 · 
2016 ·
2017 ·
2018 ·
2019 ·
2020 ·
2021 ·
2022 ·
2023 ·
2024
Argentinië ·
Australië ·
Azerbeidzjan ·
Belize ·
Bermuda ·
Bolivia ·
Brazilië ·
Canada ·
Chili ·
China ·
Colombia ·
Costa Rica ·
Cuba ·
Curaçao ·
Denemarken ·
Ecuador ·
El Salvador ·
Engeland ·
Finland ·
Frankrijk ·
Grenada ·
Griekenland ·
Guatemala ·
Haïti ·
IJsland ·
Israël ·
Jamaica ·
Japan ·
Joegoslavië ·
Letland · 
Mexico ·
Nederlandse Antillen ·
Nicaragua ·
Nieuw-Zeeland ·
Noord-Ierland · 
Noorwegen ·
Panama ·
Paraguay ·
Peru ·
Puerto Rico ·
Qatar ·
Roemenië ·
Saint Vincent en de Grenadines ·
Saoedi-Arabië ·
Servië ·
Slovenië ·
Spanje ·
Suriname ·
Trinidad en Tobago ·
Turkije ·
Uruguay ·
Venezuela ·
Verenigde Arabische Emiraten ·
Verenigde Staten ·
Wit-Rusland ·
Zambia ·
Zuid-Afrika ·
Zuid-Korea ·
Zwitserland
Chili (2010) ·
Ecuador (2014) ·
Frankrijk (2014) ·
Spanje (2010) ·
Zwitserland (2010) · 
Zwitserland (2014)
NZF · A-internationals · Bondscoaches · Statistieken · N-Zeelands vrouwenelftal · Olympisch elftal · N-Zeeland U21 · N-Zeeland U20 · N-Zeeland U19 · N-Zeeland U18 · N-Zeeland U17
1920 – 1949 ·
1950 – 1959 ·
1960 – 1969 ·
1970 – 1979 ·
1980 – 1989 ·
1990 – 1999 ·
2000 – 2009 ·
2010 – 2019 ·
2020 − 2029
WK 1982 ·
WK 2010
OS 2008 ·
OS 2012 ·
OS 2020
1922 · 
1923 · 
1924 · 
1925–1926 ·
1927 · 
1928–1932 ·
1933 · 
1934–1935 ·
1936 · 
1937 · 
1938–1945 ·
1946 · 
1947 · 
1948 · 
1949–1950 ·
1951 · 
1952 · 
1953 ·
1954 · 
1955 · 
1956 ·
1957 · 
1958 · 
1959 · 
1960 · 
1961 · 
1962 · 
1963 ·
1964 · 
1965–1966 ·
1967 · 
1968 · 
1969 · 
1970 · 
1971 · 
1972 · 
1973 · 
1975 · 
1976 · 
1977 · 
1978 · 
1979 · 
1980 · 
1981 · 
1982 · 
1983 · 
1984 · 
1985 · 
1986 · 
1987 · 
1988 · 
1989 · 
1990 · 
1991 · 
1992 · 
1993 · 
1994 · 
1995 · 
1996 · 
1997 · 
1998 · 
1999 · 
2000 · 
2001 · 
2002 · 
2003 · 
2004 · 
2005 · 
2006 · 
2007 · 
2008 · 
2009 · 
2010 · 
2011 · 
2012 · 
2013 ·
2014 ·
2015 ·
2016 ·
2017 ·
2018 ·
2019 ·
2020 ·
2021 ·
2022 ·
2023 ·
2024
Australië ·
Bahrein ·
Botswana ·
Brazilië ·
Canada ·
Chili ·
China ·
Colombia ·
Congo-Kinshasa ·
Cookeilanden ·
Costa Rica ·
Curaçao ·
Duitsland ·
Egypte ·
El Salvador ·
Engeland ·
Estland ·
Fiji ·
Frankrijk ·
Gambia ·
Georgië ·
Ghana ·
Griekenland ·
Honduras ·
Hongarije ·
Ierland ·
India ·
Indonesië ·
Irak ·
Iran ·
Israël ·
Italië ·
Jamaica ·
Japan ·
Jordanië ·
Kenia ·
Koeweit ·
Libanon ·
Litouwen ·
Maleisië ·
Marokko ·
Mexico ·
Myanmar ·
Nieuw-Caledonië ·
Noord-Ierland ·
Noorwegen ·
Oezbekistan ·
Oman ·
Papoea-Nieuw-Guinea ·
Paraguay ·
Peru ·
Polen ·
Portugal ·
Qatar ·
Rusland ·
Salomonseilanden ·
Samoa ·
Saoedi-Arabië ·
Schotland ·
Servië ·
Singapore ·
Slovenië ·
Slowakije ·
Soedan ·
Sovjet-Unie ·
Spanje ·
Tahiti ·
Taiwan ·
Tanzania ·
Thailand ·
Trinidad en Tobago ·
Tunesië ·
Turkije ·
Uruguay ·
Vanuatu ·
Venezuela ·
Verenigde Arabische Emiraten ·
Verenigde Staten ·
Wales ·
Wit-Rusland ·
Zuid-Afrika ·
Zuid-Korea ·
Zuid-Vietnam ·
Zweden
Italië (2010) ·
Schotland (1982) · 
Slowakije (2010)